# Frances Farmer will Have Her Revenge on Seattle
Frances Farmer Will Have Her Revenge on Seattle is een lied van de Amerikaanse grunge-band Nirvana, uitgebracht op 13 september 1993 als vijfde nummer van het derde studioalbum van de band, In Utero.

## Samenstelling
Frances Farmer Will Have Her Revenge on Seattle werd geïnspireerd door Shadowland, een biografie van Frances Farmer uit 1978, die Kurt Cobain heeft gefascineerd sinds hij het boek op school heeft gelezen.